# Peres
Peres lub Fares − postać biblijna z Księgi Rodzaju, syn Judy i jego synowej Tamar. Jego bratem bliźniakiem był Zerach, a braćmi przyrodnimi Er, Onan i Szela. Od Peresa pochodzi ród Parsytów.
Wymienia go także Nowy Testament w genealogii Jezusa Chrystusa.